# Séverine Ferrer
Séverine Ferrer (ur. 31 października 1977 w Montpellier) – francuska prezenterka telewizyjna, piosenkarka i aktorka pochodząca z wyspy Reunion.

## Życiorys
Urodziła się w Montpellier, jest Francuzką włosko-wietnamsko-reuniońskiego pochodzenia. Wczesne lata spędziła na wyspie Reunion. Jako dziecko zdobyła tytuł minimiss Reunionu oraz poprowadziła programy: Séverine Club (dla telewizji Antenne Réunion) i Les Enfants du Soleil (dla RFO Réunion).
W latach 90. zagrała w filmach: Delphine 1, Yvan 0 (1996) w reż. Dominique'a Farrugia, Beaumarchais, l'insolent (1997) w reż. Édouarda Molinaro i Ça reste entre nous (1998) w reż. Martina Lamotte. W latach 1997–2005 była gospodynią cotygodniowego programu Fan de Stars w telewizji M6. 22 kwietnia 1996 zadebiutowała w roli Chloé w serialu telewizyjnym Studio Sud. Poza tym grała Lou w felietonie telewizyjnym Lola, qui es-tu Lola? w telewizji France 2 oraz wystąpiła gościnnie w jednym odcinku pierwszego sezonu serialu Léa Parker na M6.
27 kwietnia 2004 wydała swój pierwszy album studyjny, zatytułowany po prostu Séverine Ferrer. W maju 2006, reprezentując kraju z utworem „La coco-dance”, wystąpiła w półfinale 51. Konkursu Piosenki Eurowizji organizowanym w Atenach; zajęła 21. miejsce, nie zdobywając awansu do finału.
W 2009 prowadziła dwudziestominutowy program poświęcony 43. edycji Festival de Jazz de Montreux dla szwajcarskiej telewizji La Télé oraz była gospodynią programu Tibou 2 Star na kanale RFO Réunion. W 2010 poprowadziła program Riding zone dla telewizji France Ô i zagrała w komedii Dernière Station avant l'autoroute. W 2012 współtworzyła i prowadziła radiowy program „Studio Pirates” na żywo w Radio FM 93.9 (Paris Ile de France). W 2013 była współzałożycielką i gospodarzem audycji „Voltage réveil paris” z Gregiem Di mano i Jordanem De Luxem na FM 96.9 (Paris-Ile de France) i 102.9 (Meaux). Zagrała także w sztukach: Les Monologues du vagin i A fond la caisse et George and Margaret.

## Życie prywatne
7 marca 2001 wyszła za Frédérica Mazé, z którym ma dwóch synów: Joshua i Milo. Mieszkają w Monako.